# Accidente ferroviario de Çorlu de 2018
El descarrilamiento del tren de Çorlu fue un accidente ferroviario fatal que ocurrió en 2018 en el distrito de Çorlu de la provincia de Tekirdağ en el noroeste de Turquía cuando un tren se descarriló, matando a 24 pasajeros e hiriendo a 318, incluyendo 42 graves.

## Accidente
A las 17:15 hora turca del 8 de julio de 2018, cinco vagones del tren de seis vagones de Uzunköprü-Halkalı Regional que operan con el tren número 12703 en el ferrocarril Estambul-Pythio en ruta a la terminal de Halkalı en Estambul descarriló a 162 km cerca del pueblo Sarılar de Çorlu, Tekirdağ. De los 362 pasajeros y seis tripulantes a bordo, 24 murieron y 318 resultaron heridos. 276 pasajeros con lesiones menores fueron dados de alta después de recibir tratamiento, mientras que la atención médica para las 42 víctimas con lesiones graves continúa en los hospitales de Tekirdağ, Çorlu y Estambul.
El Ministerio de Transportes, Asuntos Marítimos y Comunicaciones de Turquía anunció en un comunicado justo después del accidente, que el descarrilamiento ocurrió después de que la vía férrea se deslizara desde su posición original debido a las lluvias torrenciales. Se informó que la vía estaba intacta cuando un tren programado pasó por ese lugar aproximadamente a las 10:40 hora local del mismo día. Las fuertes lluvias a una velocidad de 32 kg / m² (6,6 lb / pie cuadrado) por hora ocurrieron entre las 14:20 y las 15:10 en la región.  Las investigaciones revelaron que una alcantarilla debajo de la vía férrea se había derrumbado cuando el agua de la inundación la dañó lavando el suelo debajo de sus cimientos, y como resultado, el lastre de la pista debajo de las vías perdió su apoyo.  Sin embargo, los durmientes en ese lugar parecían estar en buenas condiciones para el ingeniero ferroviario del tren, que corría a una velocidad de 100-110 km / h (62–68 mph). La locomotora pasó sin incidentes, luego el primer coche se descarriló, aunque permaneció en posición vertical. Los siguientes cinco vagones, sin embargo, se descarrilaron y volcaron completamente, destruyendo 400 m (1,300 pies) de vías.

## Secuelas
Varios servicios de emergencia, incluidos AFAD, UMKE, el Ministerio de Salud de emergencia 112 y Gendarmería, llegaron al lugar para las operaciones de rescate. La distancia más cercana de la carretera al lugar del accidente fue de aproximadamente 3 km (1.9 mi). Debido al terreno fangoso que fue el resultado de la fuerte lluvia repentina, el acceso por vehículos de carretera fue imposible. Las víctimas fueron transportadas a las ambulancias que esperaban en la carretera utilizando los contenedores de los tractores que los aldeanos proporcionaban. Los vehículos rastreados debían ser enviados al lugar del accidente. Los pasajeros heridos fueron transportados a hospitales cercanos en ambulancias y helicópteros. Las operaciones de rescate continuaron toda la noche y se completaron a las 6:00 horas del día siguiente.
La reparación del ferrocarril comenzó el 9 de julio. Primero, el lastre, los durmientes y las pistas dañadas se renovaron desde ambos lados. Tras la restauración de la pista, los autos volcados y dañados fueron retirados el 14 de julio por una fuerza laboral de 30 con la ayuda de una grúa de ferrocarril. Los vagones fueron transportados primero a la estación de tren de Çorlu en un tren de carga y de allí a la Corporación de la Industria Química y Mecánica (MKE) en İzmit en camiones.